# Steven Hewitt
Steve Hewitt (ur. 22 marca 1971, Northwich, Anglia) – były perkusista zespołu Placebo, wokalista i gitarzysta Love Amongst Ruin, perkusista grupy Six by Seven.

## Kariera
Muzyczna kariera Steve’a Hewitta do czasu dołączenia na stałe do Placebo była burzliwa. Początkowo grał ze swoim sąsiadem z Nortwich, Timem Burgessem, w zespole The Charlatans. Przez pewien czas udzielał się też w Electric Crayons i The Mystic Deckchairs. Pewnego dnia trafił na ogłoszenie o poszukiwaniach przez grupę Breed perkusisty na czas tournée po Niemczech i czując w tym szansę na przełom w swojej karierze dołączył do zespołu.
Po powrocie z owej trasy trafił na jakiś czas do zespołu The Boo Radleys, z którym nagrał ich debiutancką płytę. Opuścił wtedy Breed na 18 miesięcy. Jednocześnie grywał z grupą K-Klas, która zanotowała sukcesy w latach 1990-1994.
W końcu przeniósł się Londynu, gdzie zaczął robić muzykę do reklam samochodowych. Jednak i ta praca nie okazała się przyszłościowa. Tymczasem Breed, zamiast podbijać rynek, było na marginesie. Wtedy Nick Cave zaprosił ich na swoje tournée „Let love In”. W czasie jego trwania Steve zaprzyjaźnił się z perkusistą zespołu The Bad Seeds, Thomasem Wylderem.
Bardzo trudna sytuacja zespołu, po 6 latach spędzonych razem, w tym dwóch na wyjazdach z The Bad Seeds nie ulegała zmianie. Steve ze swoją ciężarną dziewczyną i bez żadnych widoków na przyszłość był zmuszony do objęcia pracy jako kierowca wózka widłowego. Perkusista nie zrezygnował jednak całkowicie z kariery muzycznej, wykorzystując każdą okazję do grania. Steve przyjaźnił się już wówczas z Brianem Molko – wtedy początkującym wokalistą i gitarzystą. Na jednym z ich wspólnych koncertów poznali Stefana Olsdala.
Jakiś czas potem Hewitt dołączył do zespołu stworzonego przez Molko i Olsdala. Jako Placebo nagrali dema, które pozwoliły im się wybić. Jednak Steve związany wcześniejszymi zobowiązaniami z Breed musiał odejść z Placebo, w którym został zastąpiony przez Robert Schultzberga.
Przed nagraniem drugiej płyty Placebo dołączył do nich z powrotem. Grupa odniosła ogromny sukces na całym świecie. Mimo napiętego kalendarza, Steve Hewitt znajdował czas, by sporadycznie udzielać się gościnnie w występach Breed.
Podobnie jak reszta członków Placebo, Steve zagrał małą rolę (Billa, perkusisty The Flaming Creatures) w filmie Idol (Velvet Goldmine, 1998) w reżyserii Todda Haynesa.
1 października 2007 oficjalnie ogłoszone zostało, że Steve Hewitt opuścił Placebo ze względu na „personalne i muzyczne różnice”. Hewitt twierdzi, że został z zespołu wyrzucony: „Po prostu mnie wylali. Po trasie w USA nasza menedżerka wezwała mnie do biura i powiedziała, że już z nimi nie gram. I to było wszystko”.
Od 2010 roku Steve Hewitt jest frontmanem nowego zespołu o nazwie Love Amongst Ruin. Debiutancki album grupy, zatytułowany po prostu Love Amongst Ruin, ukazał się 13 września 2010. Płyta zdobyła pozytywne recenzje. Pierwszy singiel ją promujący, „So Sad (Fade)”, miał premierę 30 sierpnia 2010.
Dołączył jako perkusista do projektu Polaroid Kiss, nagrywając z nimi EPkę The New Coliseum (2011).
W połowie 2011 roku, wspólnie z Paulem Corkettem (producent m.in. nagrań Love Amongst Ruin, Placebo, The Cure, Björk i Nicka Cave’a) pomógł przy produkcji muzycznej debiutanckiego albumu francuskiej grupy LYS.
W sierpniu 2012 podano do wiadomości, że Steve Hewitt został perkusistą reaktywującej się brytyjskiej grupy Six by Seven.

## Dzieciństwo, życie prywatne
Urodzony w Northwich w hrabstwie Cheshire, wychował się w Manchesterze.
Steve jest samoukiem. Na perkusji nauczył się grać, gdy miał 17 lat i pracował w sklepie muzycznym Dogie's Music w rodzinnym mieście. Jego pierwszym koncertem był występ przed szkolnym zgromadzeniem w Weaversham High, gdzie się uczył. Grał wtedy partie w piosence „Albatros” grupy Fleetwood Mac.
Starszy brat Steve’a zaraził go miłością do AC/DC, Black Sabbath i Dio. Później przekonał się do The Smiths, The Wonderstuff, Pink Floyd. Obecnie do swoich inspiracji muzycznych zalicza między innymi: Nicka Cave’a, Bee Gees, The Smashing Pumpkins, Jamesa Browna.
Obecnie mieszka w Londynie. Jest żonaty, ma córkę o imieniu Emily.

## Dyskografia (wydawnictwa studyjne)
z grupą The Boo Radleys
- Ichabod and I (1989)[6]

z grupą Breed
- Grin (1991)[6]
- Clawfist – The Peel Sessions (wspólna płyta grupy Breed oraz Gallon Drunk) (1992, EP)[6]
- Violent Sentimental (1993)[6]

z grupą Baby June
- Need to Need You (1993)[6]

z grupą Placebo
- Without You I’m Nothing (1998)
- Black Market Music (2000)
- Sleeping with Ghosts (2003)
- Meds (2006)

z grupą Love Amongst Ruin
- Love Amongst Ruin (2010)[6]
- Acoustic (2011)[7]

z grupą Polaroid Kiss
- The New Coliseum (EP, 2011)[8]

z grupą Six By Seven
- Love and Peace and Sympathy (2013)

inne
- Sharkboy – The Valentine Tapes (1995); bębny w utworze „Same Mother of Pearl”[6]